# Spoorlijn Düsseldorf-Gerresheim - aansluiting Hardt
De spoorlijn Düsseldorf-Gerresheim - aansluiting Hardt is een Duitse spoorlijn en is als spoorlijn 2420 onder beheer van DB Netze.

## Geschiedenis
Het traject werd door de Deutsche Reichsbahn geopend op 15 december 1927.

## Treindiensten
De lijn wordt alleen gebruikt voor goederenvervoer.

## Aansluitingen
In de volgende plaatsen is of was er een aansluiting op de volgende spoorlijnen:
Düsseldorf-Gerresheim
DB 2423, spoorlijn tussen Düsseldorf-Derendorf en Dortmund Süd
DB 2525, spoorlijn tussen Neuss en de aansluiting Linderhausen
DB 2550, spoorlijn tussen Aken en Kassel
aansluiting Hardt
DB 2324, spoorlijn tussen Mülheim-Speldorf en Niederlahnstein
DB 2421, spoorlijn tussen de aansluiting Fortuna en de aansluiting Hardt

## Elektrische tractie
Het traject werd geëlektrificeerd met een wisselspanning van 15.000 volt 16⅔ Hz.